# フレデリック・トランプ
フレデリック・トランプ（Frederick Trump, 1869年3月14日 – 1918年5月27日）は、ドイツ出身のアメリカの実業家。出生名はフリードリヒ・トルンプ（Friedrich Trump）。フレッド・トランプ、ジョン・ジョージ・トランプの父、第45代アメリカ合衆国大統領ドナルド・トランプの祖父にあたる。
トランプはシアトルとクロンダイクという好景気にわいた街に拠点を置き、レストランと宿泊施設の経営で財産を築いた。後にドイツへ帰国し、結婚後にふたたびアメリカに戻って事業を継続した。H・J・ハインツ社の創業者ヘンリー・ジョン・ハインツの祖母は、フレデリックの叔母にあたる。

## 青年時代

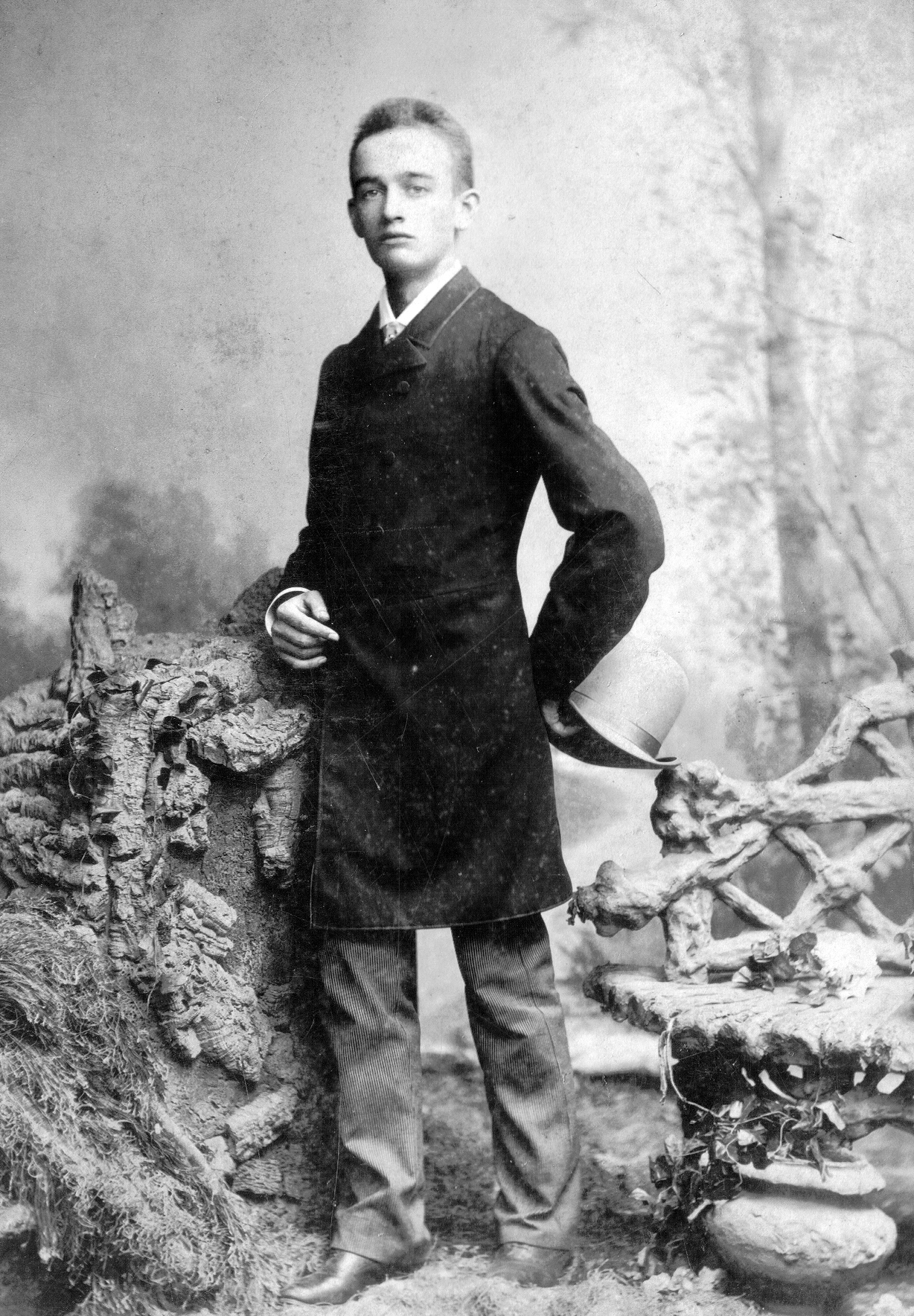
1887年のトランプ

フレデリック・トランプ、出生名フリードリヒ・トルンプ (Friedrich Trump) は、ドイツ西部のカルシュタットに生まれた。現在ラインラント＝プファルツ州バート・デュルクハイム郡に属するこの地は、当時バイエルン王国領であった。バイエルンで一般的なカトリックではなく、カルシュタットではプロテスタントが信仰されていた。父はクリスティアン・ヨハネス・トルンプ、母はカタリーナ・コーバーである:480。カルシュタットはどちらかといえば貧しい地域であり、ローマ帝国の時代からブドウの栽培で知られていた。トランプの先祖にあたるハンス・ドルンプが初めてこの地に住み着いたのは1608年のことで、彼の一家もブドウ園を所有していた:25–26。1871年に、プファルツ地方を含めてバイエルン王国は新たに成立したドイツ帝国の一部となった。
1877年7月6日、トランプの父は、肺気腫を10年あまりも患った末に48歳で亡くなった。家族には医療費が借金となって残ったが、伝記作家のグウェンダ・ブレアによれば、トランプの父が病いを患うまでは「比較的裕福」な家庭であった:28-29。兄弟たちはみな家のブトウ園で働いたが、なかでもトランプは病気がちでありながら辛い労働に耐えていたと考えられている:29 。1883年、14歳のトランプは母親によって理容師の見習いと商売の勉強のためフランケンタール近郊へ送り込まれた。トランプは親方のフリードリヒ・ラングのもとで週に7日の労働を2年と半年にわたって続けた。見習い期間が終わるとトランプはカルシュタットに戻ったが、すぐに地元では生計を立てるだけの仕事がないことに気づいた。3年間の兵役義務が科される年齢に近づいていたトランプは、すぐにアメリカに移住することを決めた。後に「母親とはアメリカにいくべきだという意見が一致した」:30 と語っているが、彼の家族の証言によればトランプは夜中にこっそり家を出たのであり、母親には1冊のノートを残したきりで相談があったわけではなかった:30–31。

## アメリカへの移住

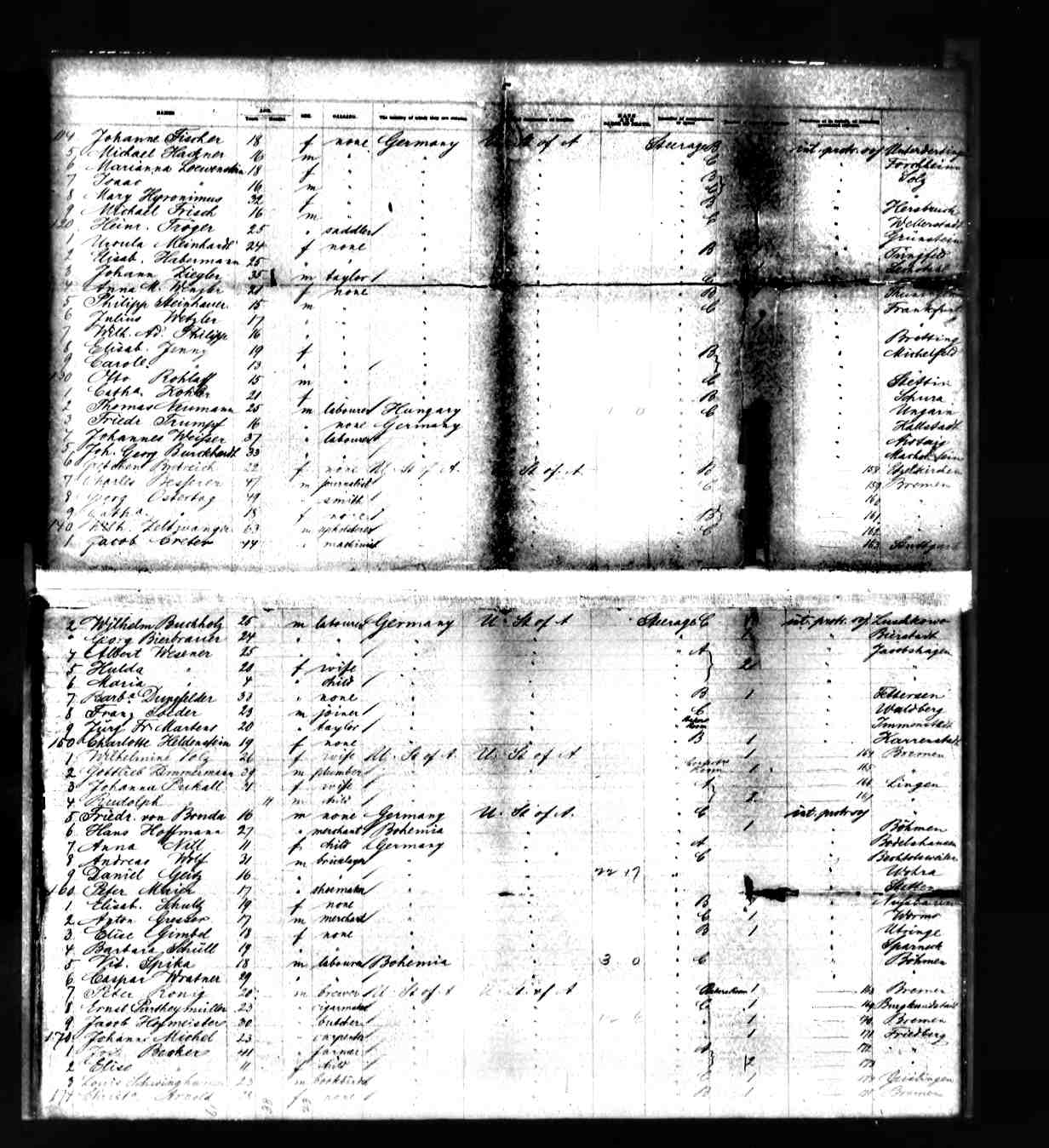
アメリカの移民記録。33行目に "Friedr. Trumpf." 、16歳、ドイツ、カルシュタット生まれとある

1885年10月7日、16歳のトランプはドイツ北部のブレーメンを発ち、蒸気船アイダー号でアメリカを目指した:32。同年10月19日、ニューヨーク市のキャッスル・ガーデンにあった移民局に到着した。アメリカの資料には、名前：フリードリヒ・トルンプ(Friedrich Trumpf)、またはフリードリヒ・ドルンプ(Friedrich Drumpf)、居住地：カルシュタット、出生国：ドイツ、職業：農夫との記録がみつかる。トランプは1883年に移住していた姉のカタリーナ、その夫フレッド・シュスター（同じくカルシュタット出身）と共に引っ越しをした。新天地に到着してわずか数時間後には従業員を探していたドイツ語のわかる理容師と出会い、次の日には彼の店で仕事を始めた:25,34。トランプはそこで理容師として6年間働いた。彼は親族と、マンハッタンのロウアー・イースト・サイドであるフォーサイス・ストリート76番地に住んだ:33。ここはプファルツ州出身の移民が多く住んでいたエリアだった。しかし生活費が高騰したため、後にイースト17番ストリート606番地、セカンドアヴェニュー2012番地などに引っ越している:37,39。
1891年、ワシントン州シアトルに移ったトランプは、それまでに貯めた数百ドルでテーブルや机、レンジなどの調度を揃えるとともに、「プードル犬」という名の店を買い取って「酪農レストラン」(the Dairy Restaurant) という名前で飲食店を始めた。この店があったワシントン・ストリート208番地はシアトルの赤線地区の真ん中であった。そもそもワシントン・ストリートはザ・ラインとあだ名されており、バー、カジノ、売春宿が集まるエリアだった。伝記作家のブレアは「セックス、アルコール、金（かね）のゆりかごであり、シアトルにおける享楽の中心地であったことは議論の余地がない」という:41。トランプのレストランでは食事と酒を提供するだけでなく「女性用の部屋」(Rooms for Ladies) などの広告も出していたが、これは売春の婉曲的表現であった:50。トランプは少なくとも1893年までシアトルで生活し、1892年に行われたワシントン州の大統領選挙で投票を行っている:50。これは彼がアメリカ市民権を得たということでもあった:94。
1894年2月14日、トランプはデイリー・レストランを売却し、3月には鉱山都市に変貌しつつあったワシントン州スノホミッシュ郡にあるモンテ・クリストに移っている。この街では、1889年に鉱物が埋まっている証拠が発見され、金銀の発掘で一財産を築けるという気運が高まっていた。億万長者のジョン・ロックフェラーが大枚をはたいてエバレット周辺エリアに投資するという噂も手伝い、一攫千金を目指して大量の鉱夫たちが押し寄せるとともに、街の将来性への期待は過剰なほどに膨らんでいた:53–58。トランプはシアトルを去る前に、街から東に20マイル離れたパイン湖の高台40エーカーを200ドルで購入している。これはトランプ家がアメリカで所有した最初の不動産であった:59。トランプはモンテ・クリストでも近い将来に駅ができる場所で土地を買い、新しくホテルを建てようとしたが、1エーカーあたり1,000ドルにもなる手数料を払う余裕はなかった。そこで彼はこの土地に金の採掘権を設定し、金を払うことなく独占的に採掘できる権利を得た:60。地元エバレットの住人であるニコラス・ルードベックがすでに同じ権利を主張をしていたにも関わらず、である。当時のアメリカ公有地管理局は腐敗していることで有名で、こうした行為もしょっちゅう見逃されていた。あくまで採掘権であって、トランプにはこの土地に何かを建てる権利があったわけではないのだが、それでも彼はすぐに木材を購入して新しい宿泊施設を建設し、デイリー・レストランと同じような事業を開始した。彼はけっしてこの土地で金を採掘しようとはしなかった。ブレアがいうように、金を「鉱夫から採掘しようとした」のである。たとえ黄金がみつからなくても、採掘をする以上は寝泊まりする場所が必要になるからだ:61。1894年7月、ルードベックは付近を私有地とする届けを出し、代理人を送って賃料をとろうとしたが、モンテ・クリストの人々は法的所有権など気にしなかったため、効果ははかばかしくなかったようである:66。1894年12月、トランプはついにこの土地を買い取っている:69。モンテ・クリスト時代のトランプは選挙にも立候補しており、1894年の治安判事の選挙では、32対5の割合で賛成票を集め当選している:71。
長年にわたる採掘の結果、モンテ・クリストにはかつて考えられてきたほどの金銀はとても埋まっていないことが明らかになった:68。1894年8月にはロックフェラーもこの地域に投資していた資金の大半を引き上げ、「エバレットのバブルは崩壊した」:67。1896年の春には、ほとんどの鉱山労働者がモンテ・クリストを離れ、トランプは人手不足と事業の縮小を余儀なくされた（とはいえ、モンテ・クリストでトランプのように金を稼げた人間はそもそもほとんどいなかったのだが）。トランプはバブルの崩壊に備えて、ユーコンの2人の鉱夫に金を渡しており、見返りとして自分のために権利を主張してくれるよう計らっていた:72。1897年7月、クロンダイクでゴールドラッシュが起こり、サンフランシスコとシアトルにも金塊がでたことを自慢する声が聞こえ始めた。その結果、一財産を築こうと大量の人間がユーコンに押し寄せた:73。トランプは数週間後にはモンテ・クリストの財産のほとんどを売り払い、シアトルに戻った:74。

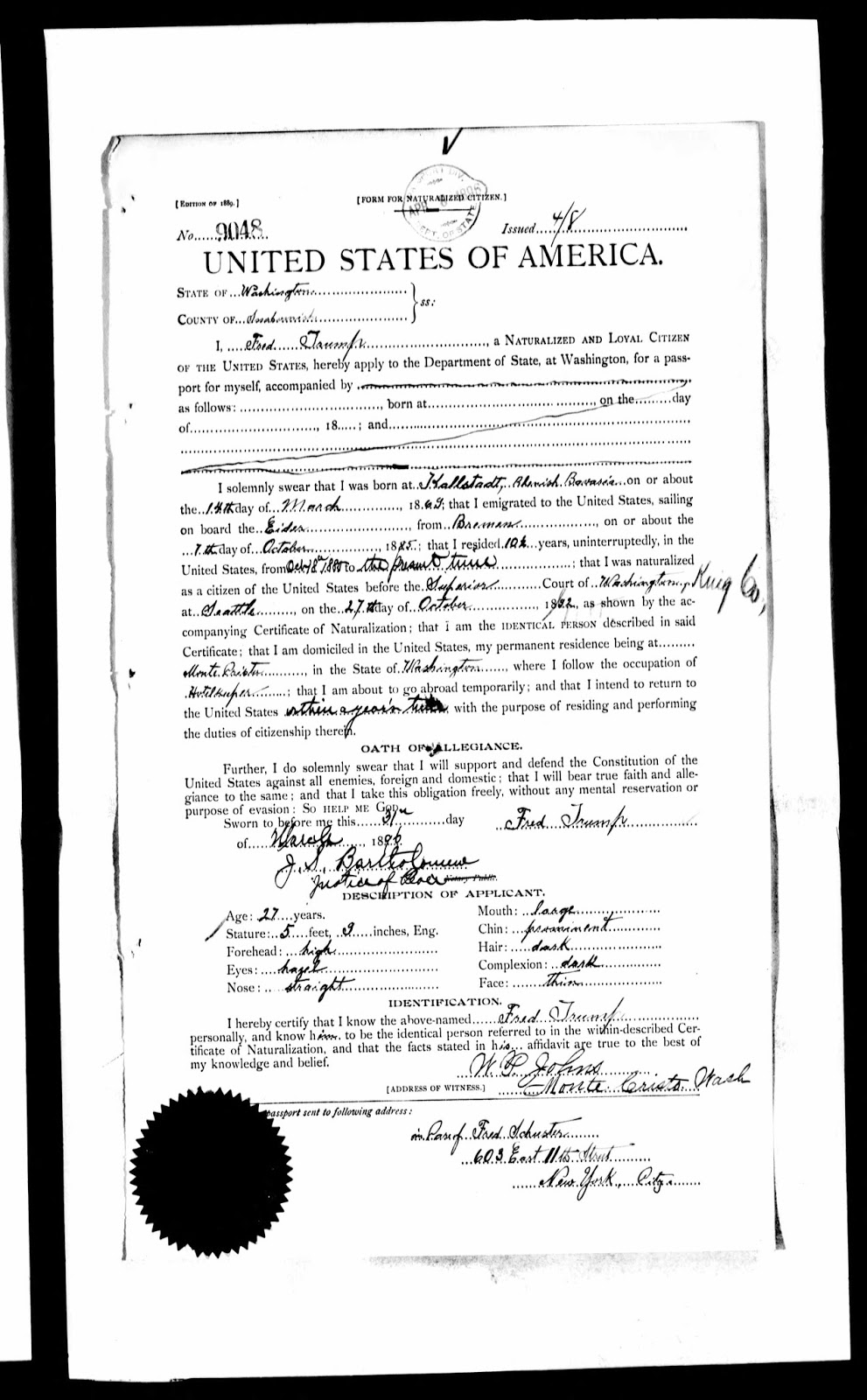
フレデリック・トランプのパスポート申請書(1896年)

シアトルでは、チェリー・ストリート207番地に新しいレストランをオープンした。事業は順調で、4週間で抵当が抹消できるほどに儲かった。その間にも、トランプが投資していた鉱夫2人が、クロンダイクの支脈であるハンカー・クリークで彼の採掘権を主張した。15ドル払って権利を登記すると、彼らはその翌日には権利の半分を400ドルで売却し、翌週にはもう1人が1,000ドルで売却した:77。9月20日、彼らはデッドウッド・クリーで別の採掘権を主張した。10月にはその半分が150ドルで売れ、12月にはもう半分が2,000ドルで買い手がついた。1898年の始めには、トランプ自身もユーコンにいけるだけの十分な資金を獲得できていた:79。彼は物資を必要なだけ買いそろえると、モンテ・クリストとシアトルに残っていた財産をすべて処分し、パイン湖の高台にあった40エーカーの土地も姐のルイズに譲った:78。ルイズは1900年にこの土地を250ドルで売却している:80。トランプがモンテ・クリストを離れた次の年に、ロックフェラーはこの街を通るはずだった鉄道計画を撤回し、さらには記録的な暖春により街は史上最悪といえるほどの雪崩と洪水に見舞われた:79。

## ユーコンのゴールドラッシュ
おそらくトランプはホワイト・パスを通って旅をした:83。このルートには悪名高い「デッドホース・トレイル」とあだ名される区間があった。これは、馬たちが道を踏み外して落下し、文字通りに死体となって朽ちるまで御者に鞭で叩かれながら車を引いたことからつけられた名前である。伝記作家のブレアは、トランプがユーコンに向かったのはもちろん「自分で採掘をする計画があったからではない」と書いている:81。1898年の春、トランプはアーネスト・レヴィンという名の鉱夫と2人でこの道沿いにテント張りのレストランを出している。ブレアによれば「よく出る一皿は、処理したての、急速冷凍された馬肉料理であった」:84。
1898年5月、トランプとレヴィンはブリティッシュコロンビア州のベネットに到着した。この街は、ドーソンに向かう鉱夫たちのためにボートを製造していることで知られていた。トランプたちはここでレストランとホテルを開業し、まわりにテントがひしめくなかで食事と宿泊施設を提供した:85。2人の店であるアークティック・ハウスはもともとテント1張りで営業していたが、ホテルとレストランへの需要は高まる一方で、ついには2階建てのビルを構えるまでになった:85。地元紙であるユーコン・サンに寄稿された文章によると「アークティックは独身男性にとっては素晴らしい宿泊施設だし、ベネットでも最高のレストランだが、貞淑な女性にはお勧めできない。なぜなら女性が泊まりで眠るときには、気分を悪くするような声を聞かざるをえないからである。ましてやその声を発しているのは、自分たちと同性のふしだらな人間たちなのだから」:86。アークティック・ハウスはクロンダイク一帯でも最大級の施設であり、最も頽廃的なレストランでもあった。定番であった馬肉に加え、新鮮な果物やライチョウの肉でさえ注文することができた。24時間営業で、「女性用の部屋」の広告も出ていた（この部屋にはベッドと、砂金のはかりが備えてあった）。地元警察も、慎ましやかに経営しているかぎりはこうした不道徳についても寛容なことで知られていた:86。
1900年、ベネットとホワイトホースをつなぐ150マイルにおよぶ鉄道ホワイト・パス・アンド・ユーコン・ルートが完成したことで、トランプはホワイトホースにもレストランと宿をだすことができた:87–88。トランプとレヴィンは資材を荷船で運び、フロントストリートに店を移転すると、6月には営業を開始した:88–89。新しいレストランはこの地域でも最大級のレンジを備え、一日に3,000食を提供することができ、客は賭博を楽しむことも出来た。経済的にはたいへんな成功をおさめた2人だったが、酒飲みのレヴィンのせいで2人の仲違いが始まった。1901年2月には事業のパートナーシップを解消するまでに至ったが、4月には結局和解している。この頃には地元当局が、売春や賭博、酒に対する規制を公言するようになっていたが、経営者たちの努力により一斉摘発はこの年の後半にまで先延ばしになっていた。事業に迫る危機を察知したトランプは、レヴィンにレストランの権利を売り払い、ユーコンを離れた:90–91。その月のうちにレヴィンは公衆の面前で酩酊した罪で逮捕されて監獄送りになり、アークティック・ハウスも警察に収用されてしまった:92。ブレアはこう書いている。「またしても、多くの敗者が生まれるなかで、〔トランプは〕ただ1人の勝者となりおおせたのである」:93。

## 結婚と家族
トランプは1901年に裕福な男となってカルシュタットに帰郷した。ブレアによれば「食事、酒、女に対する顧客の好みを観察する仕事が向いていたのである」:94。彼はさっそく古い馴染みであったエリーザベト・クライスト（エリザベス・クライスト）に会い、プロポーズしている。トランプの母親は、クライストの家柄が卑しいことを理由に結婚に反対だった。それでも1902年8月26日に2人は結婚し、ニューヨークに移住した:95。ニューヨークでトランプは理容師の職を見つけ、レストランとホテル経営の仕事を得た。2人が生活の拠点としたウェストチェスター・アヴェニュー1006番地は、ブロンクスの隣で、ドイツ語の通じるモリサニアにあった。1904年8月24日には娘のエリザベスが生まれたが、妻のエリザベスが極度のホームシックにかかったため、一家はその年の後半にドイツへ帰国することにした:96。1904年5月、ニューヨークでアメリカのパスポートを申請した際、トランプは職業欄に「ホテル経営者」と記入している。ドイツで、トランプは銀行にこれまでに貯めた8万マルクを預金した（2023年時点の$641,438と同等）:96。

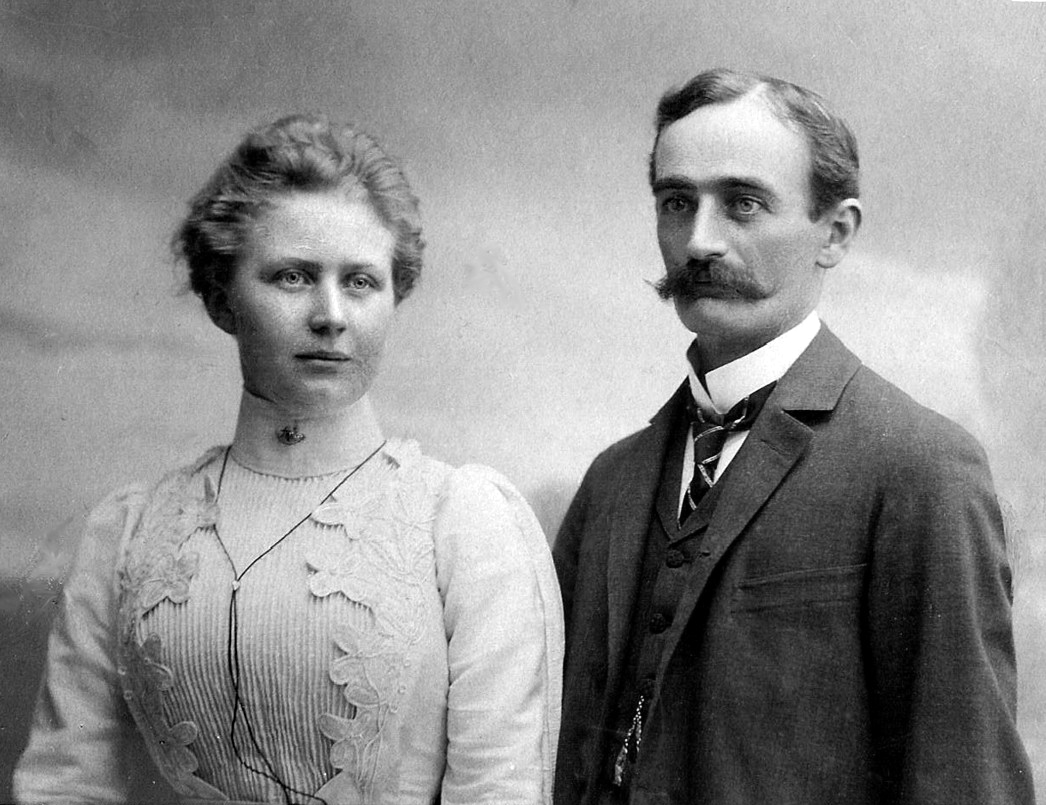
エリザベス・クライストとフレデリック・トランプ

ドイツに帰国して間もなく、ドイツ政府はトランプが税金と兵役義務を逃れてアメリカに移住したと断定し、彼には徴兵忌諱者のレッテルが貼られた:98。1904年12月24日、内務省はトランプを国外追放にすべく取り調べを開始すると通達を出した。正式に、徴兵を拒否して北アメリカに移住した者からドイツの市民権を剥奪すると定めた1886年の法律にトランプが違反したと判断したのである:99。数ヶ月にわたって、トランプは政府に在留許可を嘆願したが、不毛だった:100。トランプ一家は結局1905年6月30日にニューヨークへ戻らねばならなかった:102。
1905年10月11日にはニューヨークのクイーンズで息子のフレッドが誕生した。トランプ一家はイースト177番ストリート539番地で暮らした。1907年には次男のジョンが生まれた。その年の後半に、彼らはクイーンズのウッドヘブンに引っ越した。トランプはそこで家族と暮らしながら、マンハッタンのウォールストリート60番地でも理髪店を経営し、大成功をおさめた:110。

## 晩年と死
1908年、トランプはウッドヘブンのジャマイカ・アヴェニューに不動産と邸宅を購入した。2年後にはそこに家族で引っ越し、空いた部屋は貸し出した。トランプは6番街と23番街にあるメダリオンホテルでも支配人として働いた:112。彼はさらに不動産を購入する計画を持っていたが、第一次世界大戦が始まると、そうした派手な行動は控えざるをえなくなった。アメリカ人がドイツ系移民に疑いの目を向けるようになったからである:113–115。
1918年5月のある日、フレッドと散歩していたトランプは突然ひどく気分を悪くし、ベッドに駆け込んだ。戦没将兵記念日であった次の日に、彼はそのまま息を引き取った。初めは肺炎と診断されたが、後にスペインかぜにかかった最初期の患者であることがわかった:116。49歳だった。
彼が残した財産には、クイーンズの2階建て7部屋の邸宅、5区画の更地、4,000ドルの預金、3,600ドルの株式、14の抵当権があった。その価値はしめて31,359ドル（2023年時点の$627,031と同等）に相当した:118。妻のエリザベスと息子のフレッドは、自分たちの名前をとってエリザベス・トランプ・アンド・サンを設立し、トランプの不動産事業を引き継いだ。